# Omphalocyclinae
Omphalocyclinae es una subfamilia de foraminíferos bentónicos de la familia Orbitoididae y de la superfamilia Orbitoidoidea y del orden Rotaliida. Su rango cronoestratigráfico abarca el Maastrichtiense (Cretácico superior).

## Clasificación
Omphalocyclinae incluye a las siguientes subfamilias y géneros:
- Omphalocyclus †
- Torreina †